# Битяговский, Михаил
Михаил Битяговский (ум. 15 мая 1591, Углич) — дьяк, один из главных фигурантов Угличского дела.

## Биография
Упоминается в 1581 и 1585 годах в Казани при воеводе князе Булгакове. Несколько лет спустя он был переведён Борисом Годуновым по представлению Клешнина правителем земских дел в городе Угличе и вместе с тем для управления хозяйством вдовствующей царицы Марии Нагой, матери царевича Дмитрия.
Большинство русских летописных сказаний о Смутном времени придаёт отправлению Битяговского в Углич другую цель — именно убийство царевича — и в числе убийц последнего называют и его, хотя свидетельствуют, что во время самого убийства, совершившегося 15 мая 1591 года, на дворцовом дворе Михаила Битяговского не было. Явился же он на дворцовый двор после неудачной попытки остановить набатный звон, который поднял пономарь,  видевший с колокольни убийство. Народ уже расправился с его сыном Даниилом, Осипом Волоховым, Никитой Качаловым, с которыми была в заговоре и мамка царевича Василиса Волохова, когда явился Михаил Битяговский и после первых же слов об успокоении был осыпан камнями. Он хотел было спастись во дворце, но, настигнутый там, был убит вместе с Даниилом Третьяковым. Некоторые сказания приписывают Михаилу Битяговскому и саму мысль о самоубийстве Дмитрия, которую он будто высказал, явившись успокаивать народ. Таковы сведения об участии Михаила Битяговского и его сына Даниила в убиении царевича Димитрия и о его кончине, по сказаниям XVI века и следственному делу.
Достоверно из всего этого, по исследованиям Сергея Платонова, только то, что во время гибели царевича Михаила Битяговского на дворцовом дворе не было и что он убит угличанами.

## Образ Битяговского в культуре

### Кино
- 1998 — «Царь Иоанн Грозный» (исполнитель роли — Виктор Низовой)
- 2009 — «Царь Иоанн Грозный» (исполнитель роли — Виктор Низовой)
- 2018 —  Годунов (телесериал) (исполнитель роли —  Олег Васильков )